# Copa de Nèstor

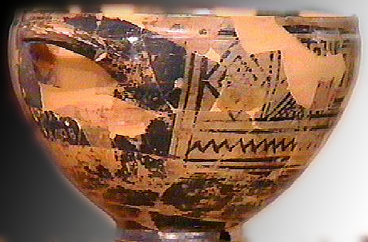
La Copa de Nèstor, trobada a Ischia (Itàlia).

La copa de Nèstor és la denominació que se li dona a un recipient de característiques especials que estava en possessió de Nèstor, llegendari rei de Pilos d'Èlide. Els arqueòlegs han trobat dues copes a les quals han posat el mateix nom: una trobada a Micenes s'exposa al Museu Arqueològic Nacional d'Atenes, l'altra trobada a l'illa d'Ischia, s'exposa al Museu Arqueològic de Pitheicusai. La segona d'aquestes copes té la particularitat de contenir la inscripció en llengua grega més antiga trobada fins al moment.

## Descripció en la Ilíada
La descripció de la copa apareix en la Ilíada (cant XI, 632), en un passatge en el qual Nèstor i Macaó tornaven de la batalla i eren servits per l'esclava Hecamede a la tenda de Nèstor. La descripció de la copa de la qual van beure tots dos guerrers és la següent:
| « | Una copa de bell contorn portada de casa per l'ancià, tatxonada amb auris claus. Les nanses que tenia eren quatre. A ambdós costats de cada nansa, dos coloms auris picotejaven, i per sota hi havia dos suports. Qualsevol altre amb prou feines podia moure-la de la taula estant plena, però l'ancià Nèstor l'alçava sense fatiga. | » |

## Copa de Nèstor de Micenes

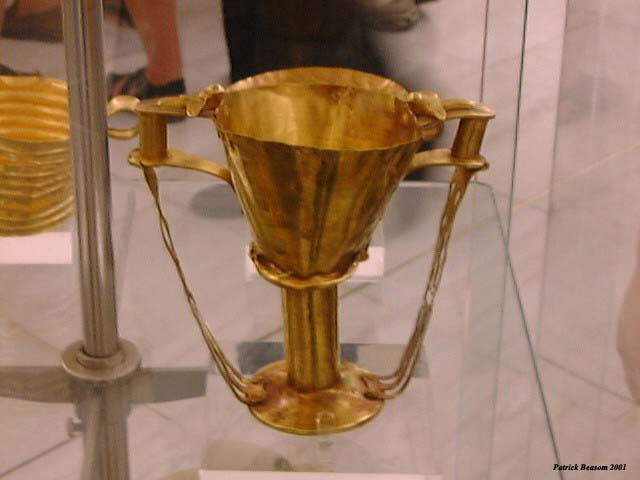
Copa de Nèstor de Micenes

Heinrich Schliemann va excavar Micenes entre 1874 i 1876 i, entre els objectes trobats a l'anomenat cercle sepulcral A, es trobava una copa d'or amb algunes característiques semblants a la descrita en la Ilíada, com la decoració de dos coloms d'or, per això la va anomenar «copa de Nèstor». Tanmateix, pel context arqueològic en què va ser trobada, ha estat datada del segle xvi aC.

## Copa de Nèstor d'Ischia

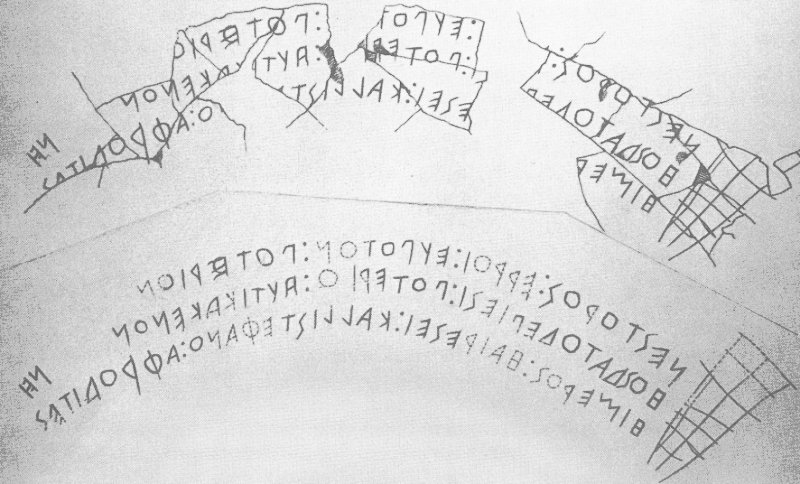
A dalt, el text que conté el fragment de la ceràmica. A sota, la temptativa de reconstrucció.

El 1954, els arqueòlegs G. Buchner i Carlo Ferdinando Russo van ser descobrir a l'illa d'Ischia un fragment de ceràmica del període geomètric que conté una inscripció que, pel context arqueològic en què va ser trobada, s'ha datat al voltant de l'any 720 aC. Així doncs, aquesta inscripció és una de les primeres en llengua grega que ha arribat als nostres dies.

Atès que la inscripció no està completa, hi ha hagut diferents temptatives de traduir-la. Segons la traducció més acceptada, diu:
| « | La copa de Nèstor era agradable de beure. Però qui begui d'aquesta copa quedarà al punt dominat pel desig d'Afrodita, la de la formosa corona. | » |

Els que defensen aquesta traducció consideren aquesta inscripció una prova que la Ilíada es coneixia d'una manera àmplia ja al segle viii aC.

Tanmateix, hi ha alguns estudiosos que en defensen una altra traducció, que diria així:
| « | Sóc la copa de Nèstor, agradable per a beure. Qui begui d'aquesta copa quedarà al punt dominat pel desig d'Afrodita, la de la formosa corona. | » |

Segons aquesta traducció, simplement la copa havia estat possessió d'un home anomenat Nèstor i no hi hauria a la inscripció cap al·lusió a la Ilíada.